# Keisuke Ōta
Keisuke Ōta (jap. 太田 圭輔 Ōta Keisuke; ur. 23 lipca 1981) – japoński piłkarz występujący na pozycji pomocnika.

## Kariera klubowa
Od 2000 do 2015 roku występował w klubach Shimizu S-Pulse, Ventforet Kofu, Kashiwa Reysol, JEF United Chiba, Tokushima Vortis i FC Gifu.